# Como tu
Como tu is een lied van de Nederlandse zanger Rolf Sanchez. Het werd in 2020 als single uitgebracht.

## Achtergrond
Como tu is geschreven door Rolf Sanchez, Léon Paul Palmen, Guianko Gomez, Luis Alfredo Salazar, Okke Punt en Andy Clay Cruz en geproduceerd door Andy Clay, Palm Trees, Luis Alfredo Salazar. Het is een popnummer waarin in twee talen wordt gezongen; in het Spaans en in het Nederlands. In het lied zingt de zanger over het zijn met een vrouw en dat hij niets anders dan dat wil. Het was de opvolger voor Sanchez van hitsingle Pa Olvidarte, welke voortkwam uit televisieprogramma Beste Zangers. Como tu werd op zijn beurt weer opgevolgd door een andere grote hitsingle van de zanger, Más Más Más. De single heeft in Nederland de gouden status.

## Hitnoteringen
De zanger had bescheiden succes met het lied in het Nederlands taalgebied. Het kwam tot de 22e plaats in de Nederlandse Top 40 en stond elf weken in deze hitlijst. In de Nederlandse Single Top 100 piekte het op de 57e plek in de negen weken dat het in de lijst stond.